# Iepurești
Iepurești est une commune du județ de Giurgiu en Roumanie.